# Tanger-Tétouan-Al Hoceïma
Tanger-Tétouan-Al Hoceïma is sinds 2015 een regio in Marokko. De hoofdstad is Tanger. De regio ligt in het uiterste noorden van Marokko. In het westen ligt de Atlantische Oceaan en in het noorden de Straat van Gibraltar en de Middellandse Zee. In het noorden van de regio ligt de Spaanse exclave Ceuta. Tanger-Tétouan-Al Hoceïma heeft een oppervlakte van 16.150 km² en heeft ruim 4 miljoen inwoners (2024).
Administratief is de regio verder opgedeeld in prefecturen en provincies:
- M'diq-Fnideq (prefectuur)
- Tanger-Asilah (prefectuur)
- Al Hoceïma (provincie)
- Chefchaouen (provincie)
- Fahs-Anjra (provincie)
- Larache (provincie)
- Ouezzane (provincie)
- Tétouan (provincie)

Voor 2015 bestond de regio Tanger-Tétouan waar onder meer de provincie Al Hoceïma geen deel van uitmaakte.